# Trey Azagthoth
Trey Azagthoth, właściwie George Emmanuel III (ur. 26 marca 1965 w Tampie w stanie Floryda) – amerykański muzyk, kompozytor i instrumentalista, wirtuoz gitary elektrycznej. Znany z wieloletnich występów w deathmetalowej grupie muzycznej Morbid Angel, w której gra na gitarze oraz instrumentach klawiszowych, sporadycznie również śpiewa.
Azagthoth gra m.in. na gitarach: B.C. Rich Ironbird, Hamer V Custom, Ibanez UV7BK, Ibanez RG550, Dean X-Core Razorback V, Dean Astro-X oraz Jackson Warrior WRXT. Używa ponadto wzmacniaczy Marshall JCM 900 i kolumn głośnikowych Marshall 1960b.
W 2004 roku muzyk został sklasyfikowany na 55. miejscu listy 100 najlepszych gitarzystów heavymetalowych wszech czasów według magazynu Guitar World.

## Dyskografia
Morbid Angel
- Altars of Madness (1989, Earache Records)
- Blessed Are the Sick (1991, Earache Records)
- Covenant (1993, Earache Records)
- Domination (1995, Earache Records)
- Formulas Fatal to the Flesh (1998, Earache Records)
- Gateways to Annihilation (2000, Earache Records)
- Heretic (2003, Earache Records)
- Illud Divinum Insanus (2011, Season of Mist)